# Ричардс, Джерим
Джерим Ричардс (англ. Jereem Richards, род. 13 января 1994 года) — легкоатлет из Тринидада и Тобаго, который специализируется в беге на 200 и 400 метров.

## Карьера
Первый серьезный успех пришел к Ричардсу в 2012 году, когда он вместе со своими партнерами стал бронзовым призёром в Чемпионате мира в помещении в турецком Истанбуле в эстафете 4×400 метров. В 2017 году бегун успешно выступил на первенстве планеты в Лондоне. Вначале Ричардс завоевал бронзу в беге на 200 метров, а в последний день соревнований он победил в эстафете 4×400 метров.